# Ophiodothella orchidearum
Ophiodothella orchidearum är en svampart som beskrevs av E.K. Cash & A.M.J. Watson 1955. Ophiodothella orchidearum ingår i släktet Ophiodothella och familjen Phyllachoraceae.   Inga underarter finns listade i Catalogue of Life.